# Liste des évêques de Salford
L'évêque de Salford est un dignitaire de l'Église catholique en Angleterre et au pays de Galles, titulaire du diocèse de Salford. Le siège épiscopal est la cathédrale Saint-Jean-l'Évangéliste de Salford. Ce diocèse fait partie de la province ecclésiastique de Liverpool, qui compte six autres diocèses : Hallam, Hexham et Newcastle, Lancaster, Leeds, Liverpool, Middlesbrough.
Le diocèse de Salford existe depuis le rétablissement de la hiérarchie catholique en 1850, sur un territoire jusque-là dépendant du vicariat apostolique du Lancashire. Depuis 2014, l'évêque est John Arnold, le onzième titulaire du siège épiscopal de Salford.
| Évêques de Salford | Évêques de Salford | Évêques de Salford                                                                   |
| ------------------ | ------------------ | ------------------------------------------------------------------------------------ |
| 1851-72            | William Turner     |                                                                                      |
| 1872-92            | Herbert Vaughan    | Il devient archevêque de Westminster en 1892                                         |
| 1892-1903          | John Bilsborrow    |                                                                                      |
| 1903-25            | Louis Casartelli   |                                                                                      |
| 1925-38            | Thomas Henshaw     |                                                                                      |
| 1939-55            | Henry Marshall     |                                                                                      |
| 1955-64            | George Beck        | Il était auparavant évêque de Brentwood ; en 1964 il devient archevêque de Liverpool |
| 1964-83            | Thomas Holland     | Il était auparavant coadjuteur de l'évêque de Portsmouth                             |
| 1984-96            | Patrick Kelly      | Nommé archevêque de Liverpool en 1996                                                |
| 1997-2014          | Terence Brain      |                                                                                      |
| 2014 -             | John Arnold        | Précédemment auxiliaire de Westminster                                               |

## Source
- (en) Fiche sur le diocèse de Salford sur le site Catholic Hierarchy